# Ngựa Racking
Ngựa Racking là một giống ngựa có nguồn gốc từ giống Ngựa Tennessee, được USDA công nhận vào năm 1971. Năm 1971, Hiệp hội những người chăn nuôi ngựa của Mỹ, có trụ sở tại Decatur, Alabama, được thành lập với vai trò là cơ quan đăng ký giống. Mục tiêu của nó là bảo tồn giống ở trạng thái tự nhiên với ít hoặc không có thiết bị nhân tạo giúp tăng cường dáng đi. Kể từ khi thành lập giống, khoảng 80.000 Ngựa Racking đã được đăng ký, với các quần thể lớn nhất nằm ở các bang Alabama và Tennessee của Hoa Kỳ.

## Lịch sử
Tổ tiên của Ngựa Racking lần đầu tiên được nhân giống trên các đồn điền phía Nam trước Nội chiến Hoa Kỳ. Chúng có thể được cưỡi đi cách thoải mái trong nhiều giờ vì dáng đi tự nhiên, mượt mà. Chúng cũng được lai tạo cho một tính cách tốt, thông minh và linh hoạt. Sự phát triển của chúng tương tự như vậy và trong một số trường hợp liên quan đến Ngựa Tennessee, một giống ngựa cũng phổ biến ở miền đông nam Hoa Kỳ. Vào cuối những năm 1800, các buổi trình diễn ngựa ngày càng trở nên phổ biến ở miền đông nam Hoa Kỳ, như là một cách thay thế cho cờ bạc liên quan đến đua ngựa. Ngựa Racking thường được thấy ở các chương trình nhỏ, mặc dù chúng cũng được nhìn thấy ở một số ít các buổi trình diễn lớn hơn. Chúng không có hiệp hội giống riêng, tuy nhiên, và chúng thường được đề cập đến với vai trò là một loại của Ngựa Tennessee.